# Таболжанка
Таболжанка — река в России, протекает в Усольском и Добрянском районах Пермского края. Устье реки находится в 23 км по правому берегу реки Челва. Длина реки составляет 10 км.
Исток реки находится в Усольском районе в лесном массиве в 12 км к юго-востоку от посёлка Вогулка. Река течёт в южном направлении, все течение проходит по ненаселённому лесу. В среднем течении перетекает в Добрянский район. Впадает в Челву выше села Чёлва у нежилой деревни Верхняя Челва.

## Данные водного реестра
По данным государственного водного реестра России относится к Камскому бассейновому округу, водохозяйственный участок реки — Кама от города Березники до Камского гидроузла, без реки Косьва (от истока до Широковского гидроузла), Чусовая и Сылва, речной подбассейн реки — бассейны притоков Камы до впадения Белой. Речной бассейн реки — Кама.
По данным геоинформационной системы водохозяйственного районирования территории РФ, подготовленной Федеральным агентством водных ресурсов:
- Код водного объекта в государственном водном реестре — 10010100912111100008984
- Код по гидрологической изученности (ГИ) — 111100898
- Код бассейна — 10.01.01.009
- Номер тома по ГИ — 11
- Выпуск по ГИ — 1